# Халед Бадра
Халед Бадра (араб. خالد بدرة, нар. 8 квітня 1973, Кайруан) — туніський футболіст, що грав на позиції захисника.
Виступав, зокрема, за клуб «Есперанс», а також національну збірну Тунісу.

## Клубна кар'єра
Народився 8 квітня 1973 року в місті Кайруан. Вихованець футбольної школи клубу «Кайруан».
У дорослому футболі дебютував 1995 року виступами за команду клубу «Есперанс», в якій провів п'ять сезонів.
Згодом з 2000 по 2007 рік грав у складі команд клубів «Денізліспор», «Дженоа», «Есперанс», «Аль-Аглі».
Завершив професійну ігрову кар'єру у клубі «Есперанс», у складі якого вже виступав раніше. Повернувся до команди 2007 року, захищав її кольори до припинення виступів на професійному рівні у 2009 році.

## Виступи за збірну
У 1995 році дебютував в офіційних матчах у складі національної збірної Тунісу. Протягом кар'єри у національній команді, яка тривала 12 років, провів у формі головної команди країни 97 матчів, забивши 12 голів.
У складі збірної був учасником Кубка африканських націй 1996 року у ПАР, де разом з командою здобув «срібло», чемпіонату світу 1998 року у Франції, Кубка африканських націй 1998 року у Буркіна-Фасо, Кубка африканських націй 2000 року у Гані та Нігерії, чемпіонату світу 2002 року в Японії і Південній Кореї, Кубка африканських націй 2002 року у Малі, Кубка африканських націй 2004 року у Тунісі, здобувши того року титул континентального чемпіона.

## Титули і досягнення
- Переможець Кубка африканських націй: 2004
- Срібний призер Кубка африканських націй: 1996